# Tmarus probus
Tmarus probus là một loài nhện trong họ Thomisidae.
Loài này thuộc chi Tmarus. Tmarus probus được Arthur Merton Chickering miêu tả năm 1950.